# Цилкани
Цилкани (груз. წილკანი) — село в Мцхетском муниципалитете края Мцхета-Мтианети Грузии. Расположено в Картлийской долине, известном винодельческом районе.
Центр Цилканской и Душетской епархии. Рядом с селом проходит Военно-грузинская дорога.

## История

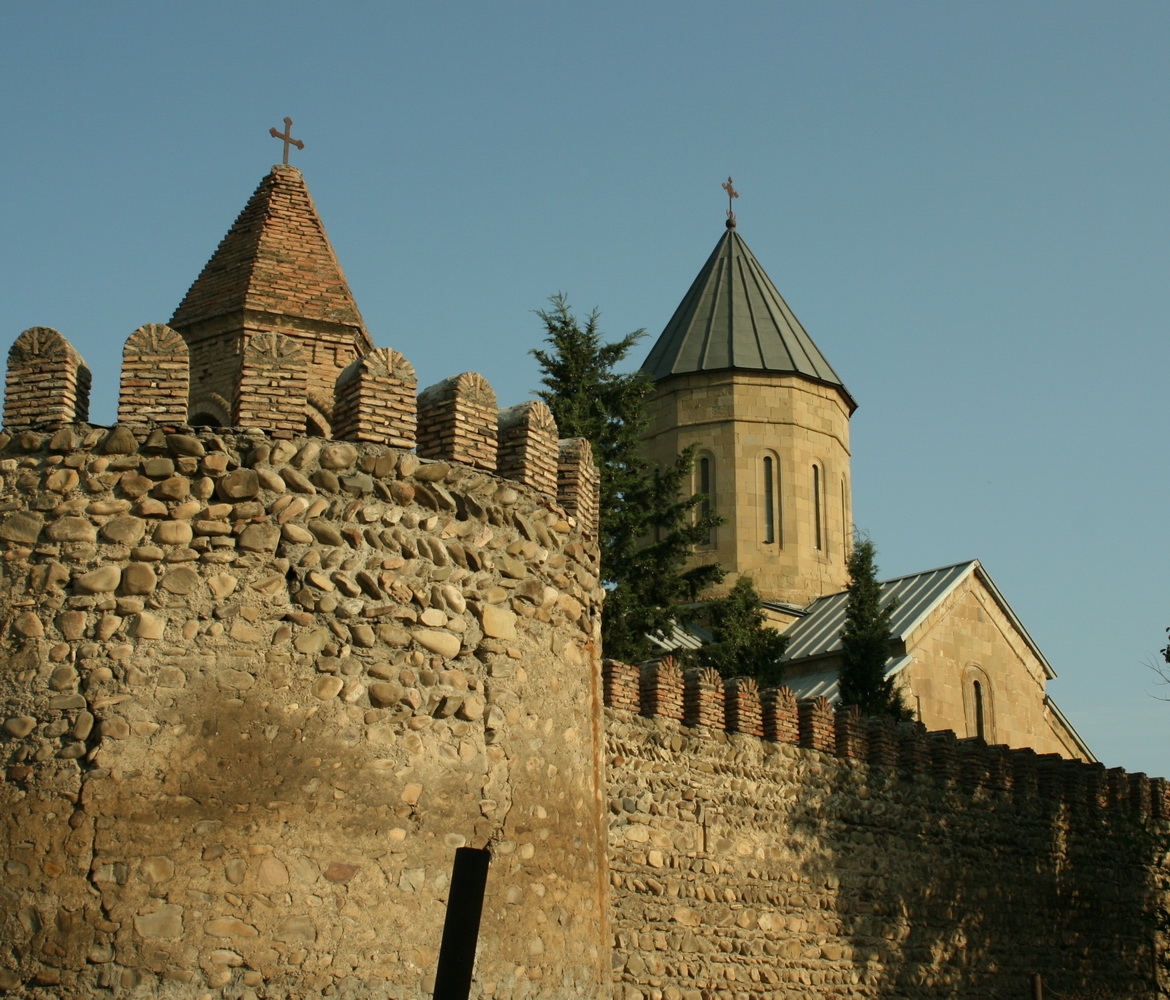
Цилканский храм

Село — один из центров зарождения христианства в Грузии. Раскопками в Цилкани обнаружена раннехристианская церковь II—III веков, строительство которой приписывается сыну первого христианского царя Грузии Мириана — Бакару.
В V веке стала центром Цилканской епархии. В VI веке здесь вёл свою деятельность Святой Исе — епископ Цилканский, один из Ассирийских (сирийских) отцов.
В VIII веке территорию окружили крепостными стенами.
В XIX веке архитектурный комплекс был реставрирован, сохранились росписи храма.
В 1801 году у села была организована придорожная станция Военно-Грузинской дороги.

## Достопримечательности

Гробница Св. Исе Цилкнели

Цилканский собор с иконой Цилканской Божьей Матери
Гробница Святого Исе Цилкнели.